# Aecjusz z Amidy
Aecjusz z Amidy (ur. 502 r., zm. 575 r.) – bizantyński lekarz. 
Lata życia oszacowano na podstawie wspominanych przez niego osób, a także lekarzy, którzy cytowali jego. Aecjusz wspomina m.in. patriarchę Aleksandrii Cyryla I (zm. 444 r.), lekarza Teodoryka Petrusa Archiatera, a jest wspominany przez Aleksandra z Tralles. Pochodził z Amidy w Mezopotamii. Studiował w Aleksandrii, a praktykował w Konstantynopolu, gdzie był m.in. nadwornym lekarzem cesarskim. 
Autor 16-tomowego kompendium medycznego, które częściowo opierało się na poglądach i pracy Galena. 